# 黒澤保樹
黒澤 保樹（くろさわ やすき、1952年3月28日 - 2010年4月4日）は、日本の実業家。
秋田県横手市出身。秋田工業高等専門学校を中退後、東京松貿エンジニアリングに入社。1973年、横河・ヒューレット・パッカード株式会社（現日本ヒューレット・パッカード）に入社以来、1984年にはソフトウエア・開発センター課長を初めとして、1989年HP社アジア・パシフィック・ネットワーク・マーケィングセンター・マネージャー、1991年HP社シンガポール・ネットワークオペレーション・ゼネラルマネージャー、1992年 コンピュータシステム事業本部マーケィング本部長、1995年同テレコムシステム営業本部長、取締役・エンタープライズ事業統括本部本部長を歴任し、1998年に日本シスコシステムズ（現シスコシステムズ合同会社）の代表取締役社長に就任。2002年には経産省の「情報技術及び経営戦略会議」委員を務め、2004年、米国シスコ社の上級副社長に就任。2007年8月、シスコシステムズ合同会社代表を退任。
2008年12月頃より癌が発病。転移が複数にわたり、2010年4月に亡くなった。58歳没。